# Максимув (Свентокшиське воєводство)
Максимув (пол. Maksymów) — село в Польщі, у гміні Тарлув Опатовського повіту Свентокшиського воєводства.
Населення — 65 осіб (2011).
У 1975-1998 роках село належало до Тарнобжезького воєводства.

## Демографія
Демографічна структура на день 31 березня 2011 року:
|          | Загалом | Допрацездатний вік | Працездатний вік | Постпрацездатний вік |
| -------- | ------- | ------------------ | ---------------- | -------------------- |
| Чоловіки | 33      | 12                 | 18               | 3                    |
| Жінки    | 32      | 6                  | 14               | 12                   |
| Разом    | 65      | 18                 | 32               | 15                   |